# Skopus
Skopus (hebrejsky הר הצופים‎, Har ha-Cofim; arabsky جبل المشارف‎, Džabal al-Mašárif nebo جبل سكوبس‎, Džabal Skúbus; anglicky Mount Scopus) je vrch ve východním Jeruzalémě, vysoký 826 metrů.
Směrem na západ je obrácený k Starému Městu, směrem na východ k Judské poušti. Poutníci přicházející do města ze severu spatří z vrchu Skopu poprvé Staré Město a Jeruzalémský chrám. Odtud pochází jeho název v hebrejštině (doslova: Hora pozorovatelů) i v řečtině (σκοπός – vyhlídka). Skopus je známý také jako strategický bod obrany Jeruzaléma v první židovské válce: odtud zahájily římské legie v roce 70 útok na město.
Na rozdíl od zbytku východního Jeruzaléma vrch Skopus existoval od války za nezávislost v roce 1948 až do roku 1967 jako izraelská exkláva na jordánském území. Vlastnictví vrchu Skopus Izraelem je mezinárodně uznáváno. Od roku 1980 leží Skopus v rámci oficiálních izraelských hranic města Jeruzaléma.
Na vrchu Skopu se nachází kampus Hebrejské univerzity a Nemocnice Hadasa. Na jihozápadních svazích se rozkládá Národní park Emek Curim.

## Fotogalerie

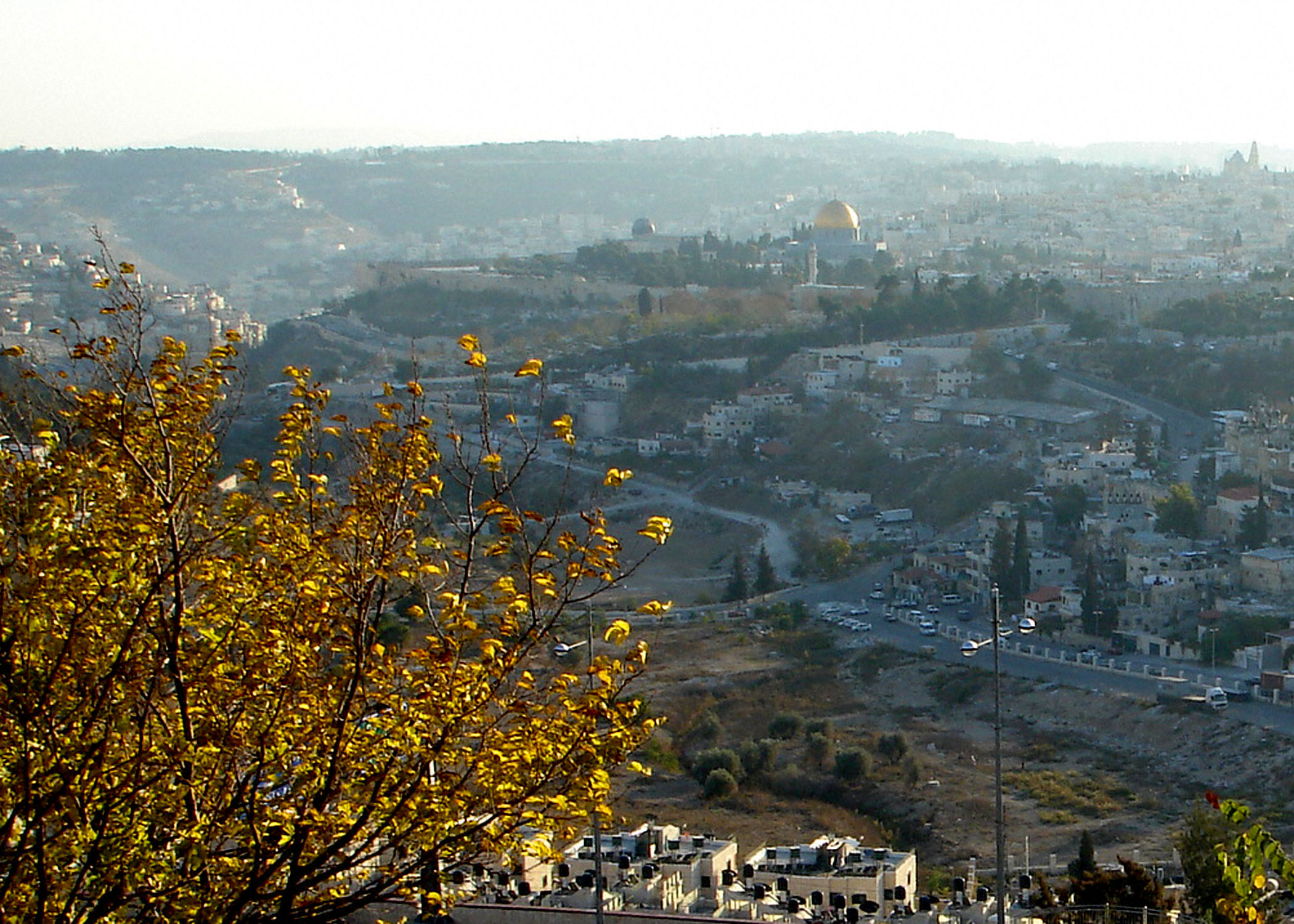
Pohled na Staré město z hory Skopus
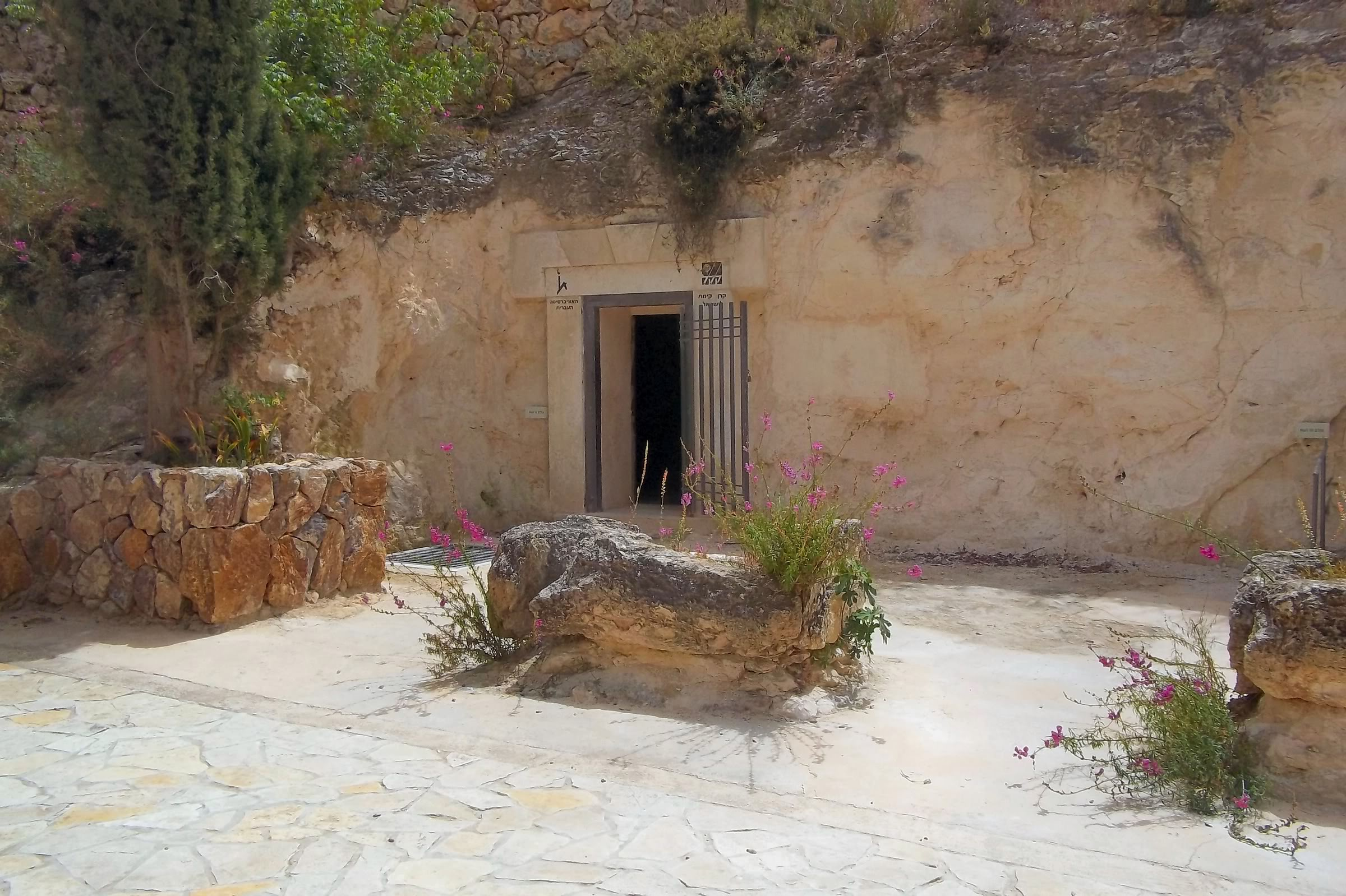
Nikanorova hrobka
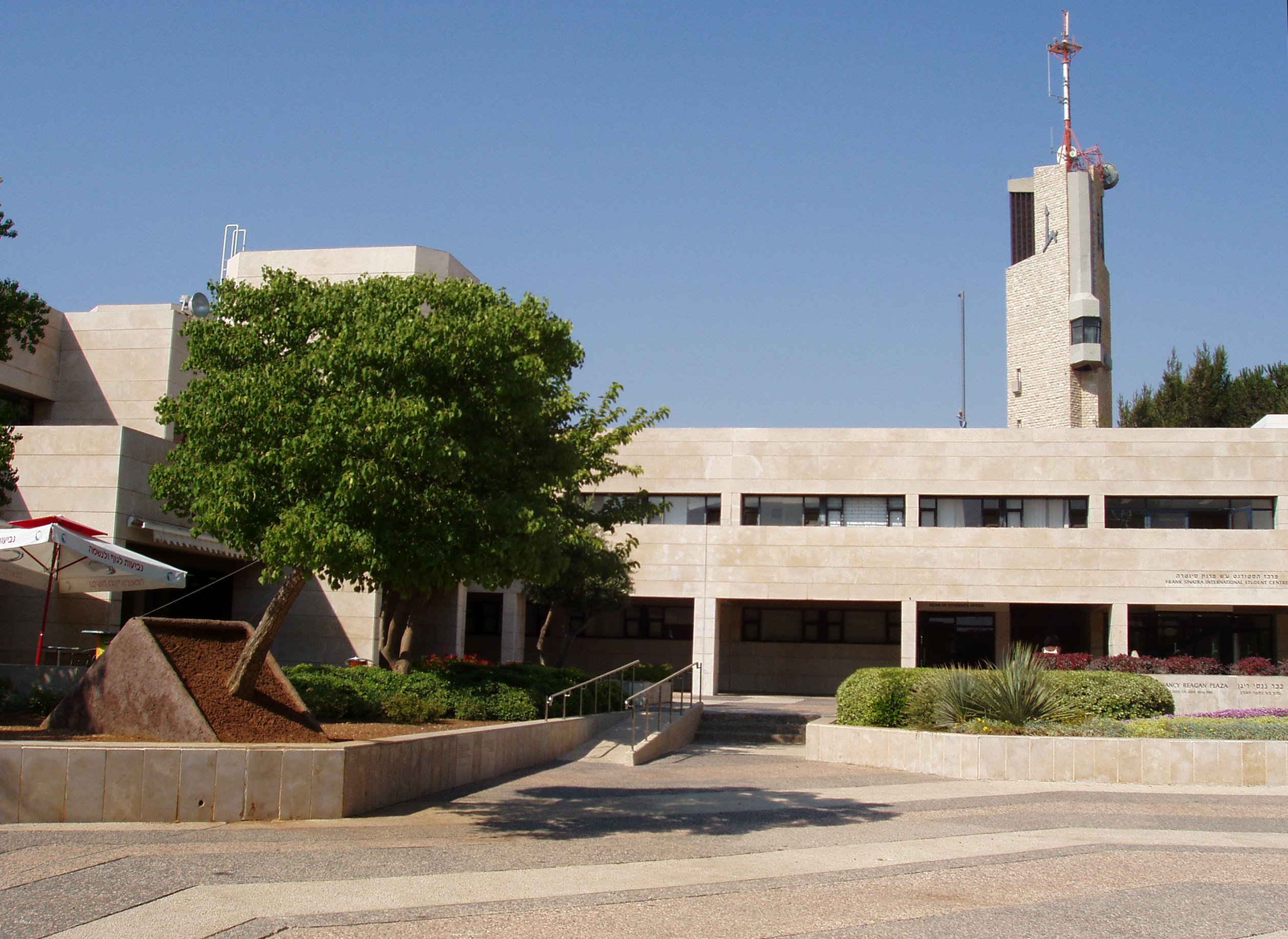
Hebrejská univerzita
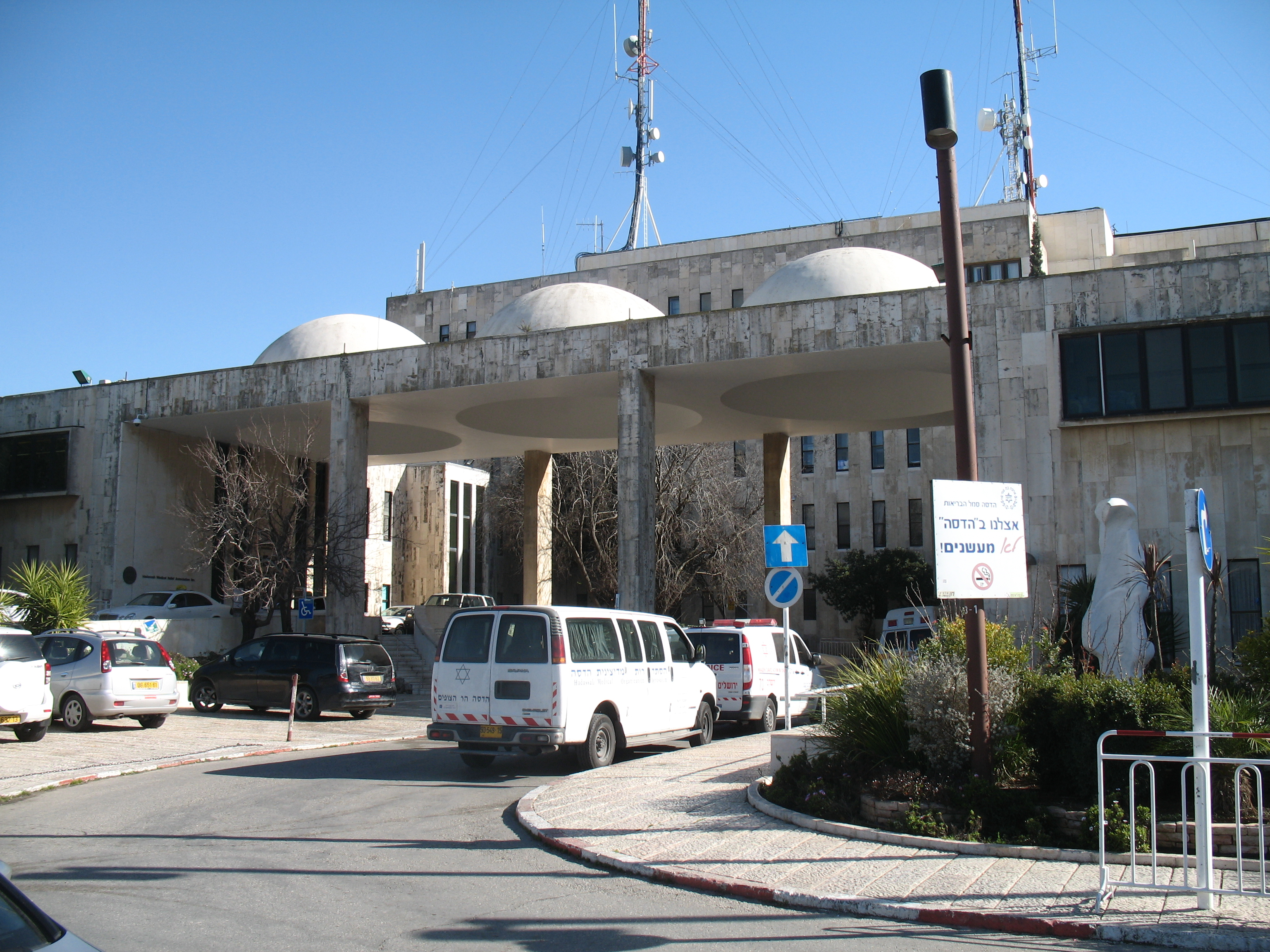
Nemocnice Hadasa - Skopus
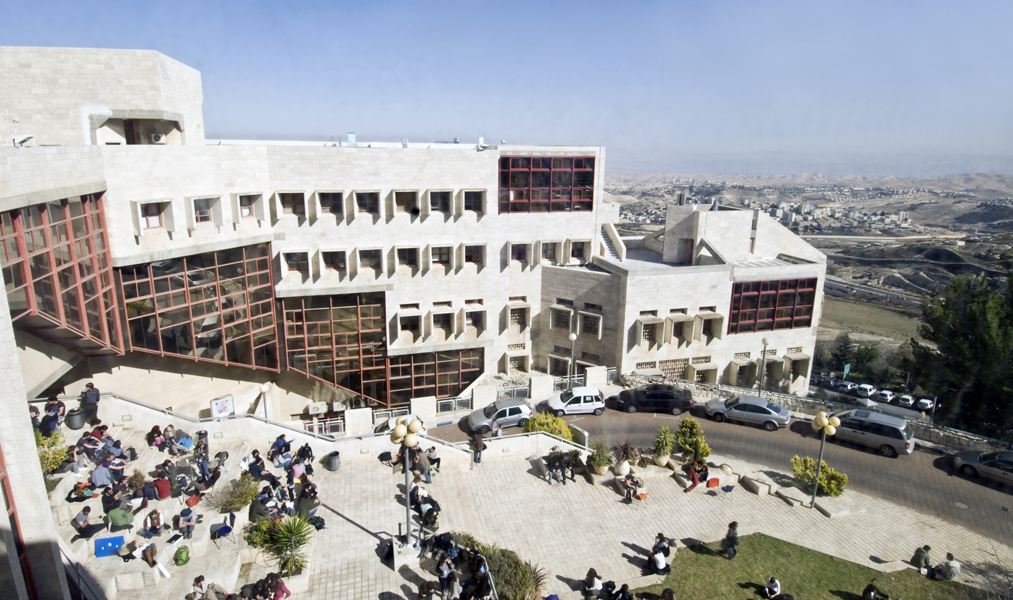
Akademie výtvarných umění a designu - Becalel
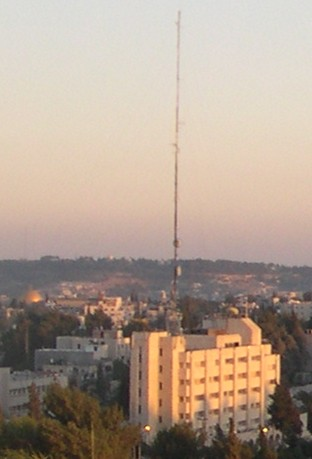
Kirjat Menachem Begin, v popředí ústředí izraelské policie
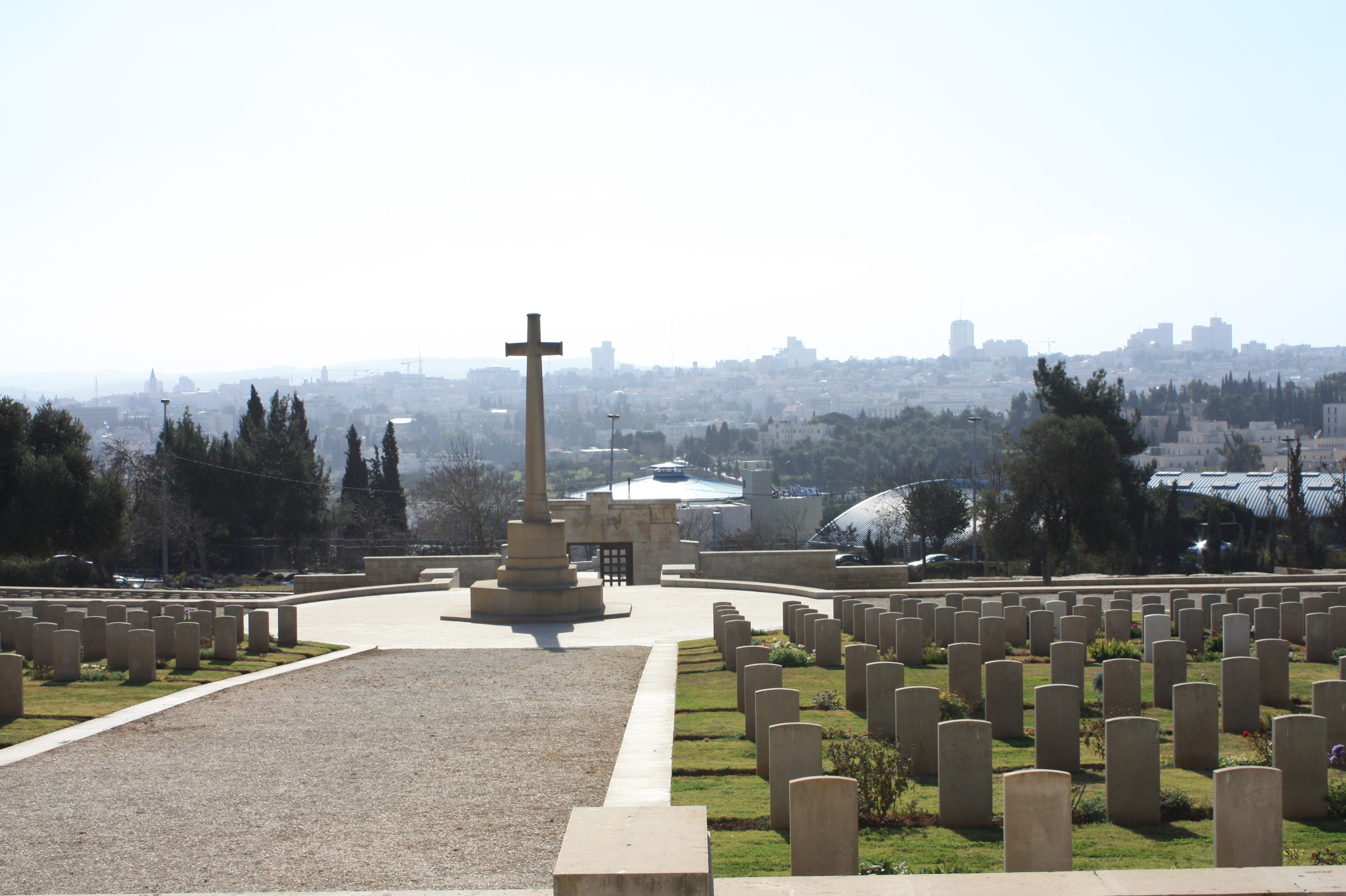
Jeruzalém Britský vojenský hřbitov
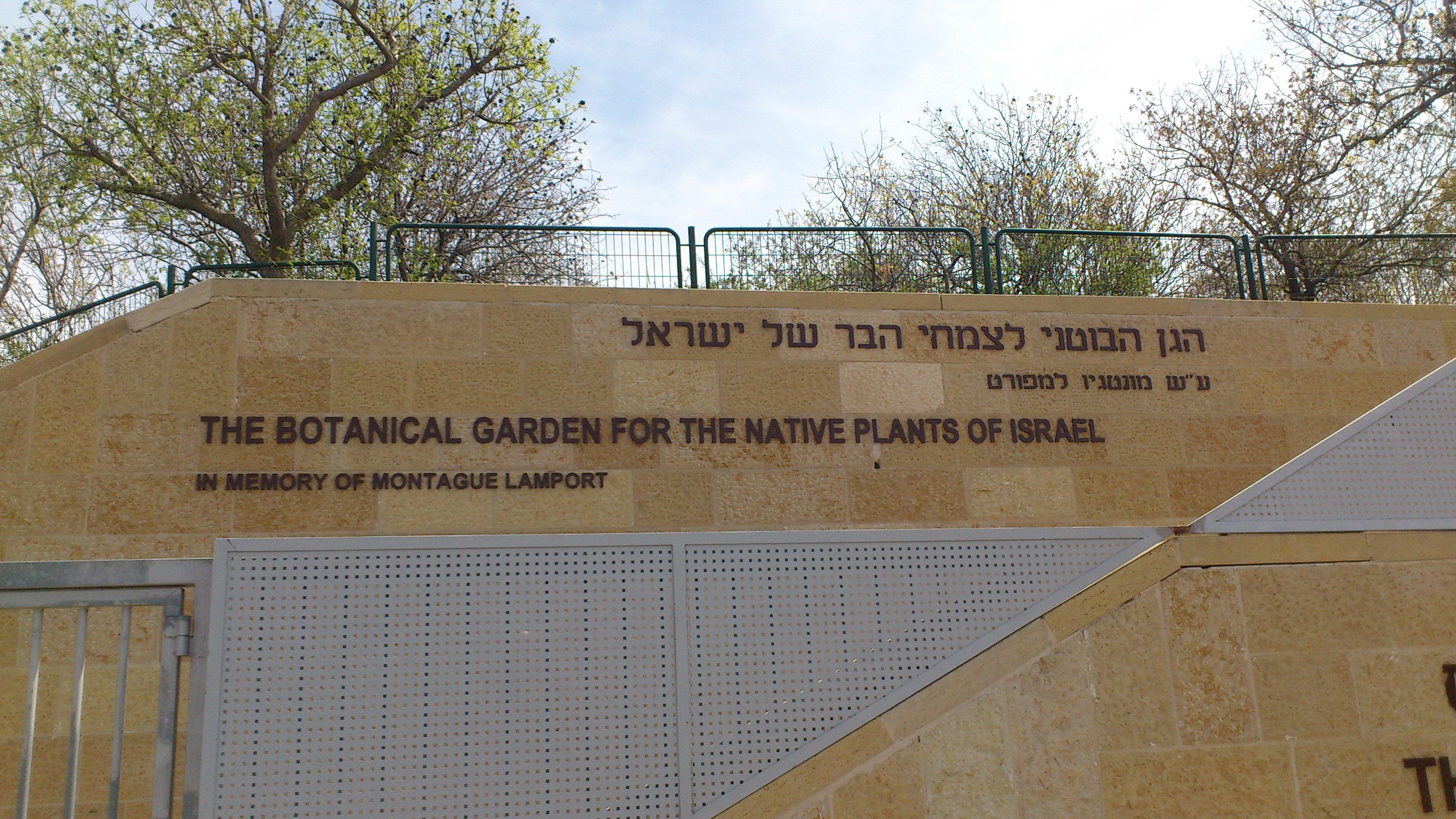
Národní botanická zahrada
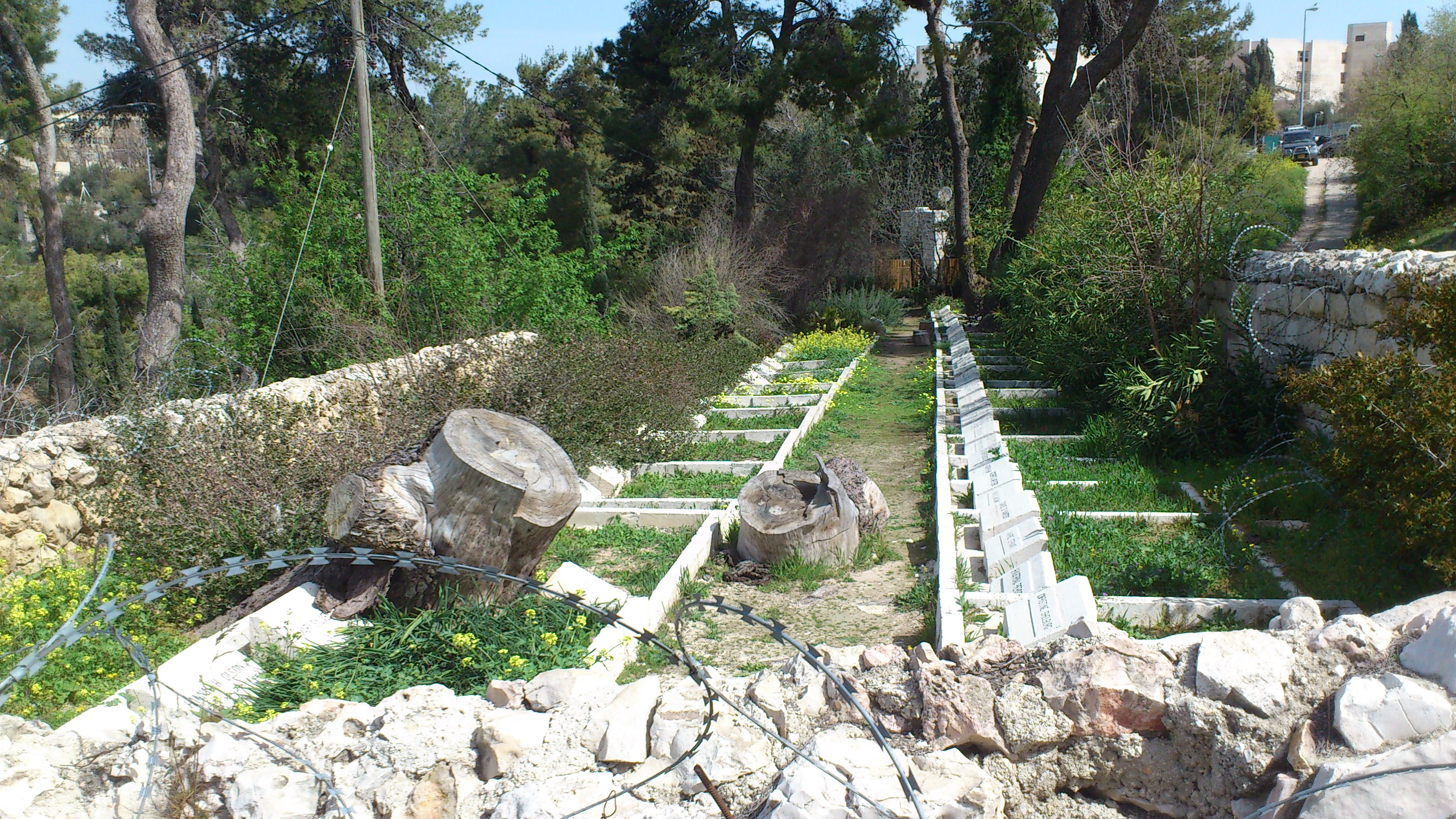
Jeruzalém American Colony hřbitov
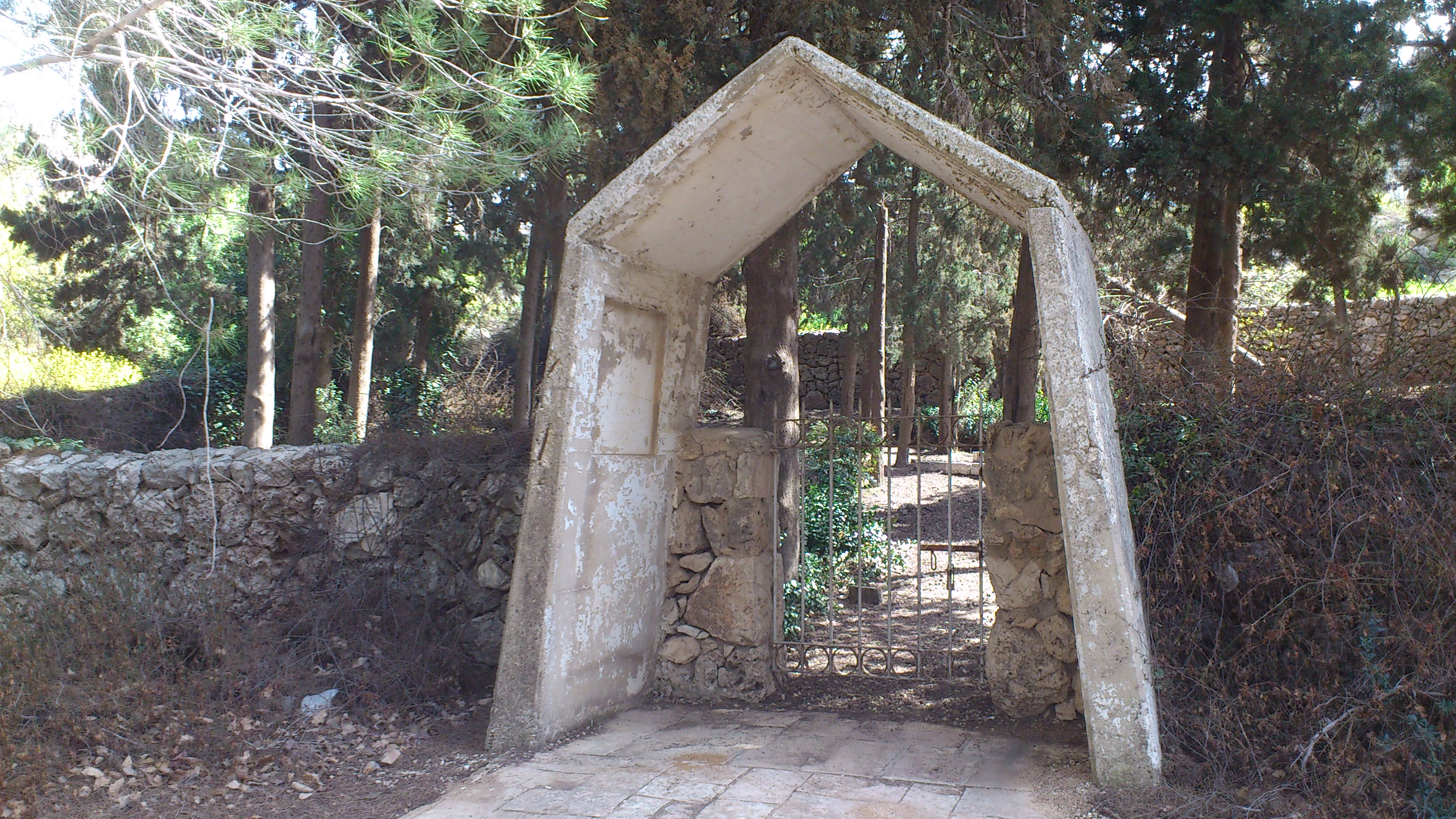
Bentwich hřbitov